# Don Ø-affæren
Don Ø-affæren er afsnit 3 fra sæson 2 af tv-serien Klovn. 

## Handling
Frank og Casper vil ind og se speedway, men de har glemt at bestille billetter. De prøver derfor at overtale Don Ø til at give dem nogle billetter, men han kræver, at de skal spise en af hans barnebarns havregrynskugler. Casper skynder sig at tage en, men Frank tør ikke – Han mener, børn er dårlige til at vaske hænder.
Da der er speedway, er der derfor kun billet til Casper, men Frank fortryder, tager en af havregrynskuglerne og bliver så lukket ind. Han når dog ikke at opleve hele arrangementet, da han er blevet syg af dem.